# يوهان دانيال شوماخر
يوهان دانيال شوماخر (بالفرنسية: Johann Daniel Schumacher)‏ هو أمين مكتبة فرنسي، ولد في 5 فبراير 1690 في كولمار في فرنسا، وتوفي في 14 يونيو 1761 في سانت بطرسبرغ في روسيا.